# Isaak en Jakob
Isaak en Jacob (Spaans: Isaac y Jacob) is een schilderij van José de Ribera uit 1637. Het werk, dat sinds 1818 tentoongesteld wordt in het Museo del Prado in Madrid, geldt als een hoogtepunt binnen zijn oeuvre.

## Voorstelling
Het schilderij laat het moment zien waarop Jakob zijn vader Isaak bedriegt door zich uit te geven voor zijn broer Esau om zo de zegen van zijn vader te krijgen. Isaak had de zegen aan zijn oudste zoon Esau beloofd en hem op pad gestuurd om een stuk wild te schieten. Zijn vrouw Rebekka, die hiervan op de hoogte was, gaf Jakob opdracht twee bokjes te halen en bereidde hier een gerecht mee. Het vel van de bokjes deed ze om zijn arm, zodat Isaak het verschil met de behaarde armen van Esau niet op zou merken.
Alle hoofdpersonen krijgen bij Ribera individuele gebaren en gezichtsuitdrukkingen. Zo spreekt uit het gezicht van Isaak diepe concentratie bij het betasten van het vel om Jakobs arm. Rebekka daarentegen kijkt de toeschouwer aan en wijst op het tafereel, terwijl ze met haar rechterhand haar zoon aanmoedigt. Door het raam ten slotte is Esau te zien, die thuis komt en nog onwetend is van het bedrog.
Ribera combineert in Isaak en Jakob het naturalisme en chiaroscuro uit het begin van zijn loopbaan met de chromatische invloed van de Venetiaanse School en Van Dyck. Dit komt bijvoorbeeld tot uitdrukking in de rode doek op de achtergrond en het schitterende stilleven rechtsonder.

## Herkomst
Isaak en Jacob heeft lang deel uitgemaakt van de koninklijke verzameling. Voor de grote brand van 1734 hing het in de koninklijke alcázar en later in het nieuwe koninklijke paleis. Gezien zijn formaat en gezichtspunt is het aannemelijk dat het boven een deur hing. In 1816 liet koning Ferdinand VII het schilderij overbrengen naar de Real Academia de Bellas Artes de San Fernando, waarna het twee jaar later in het Prado belandde.

## Afbeeldingen

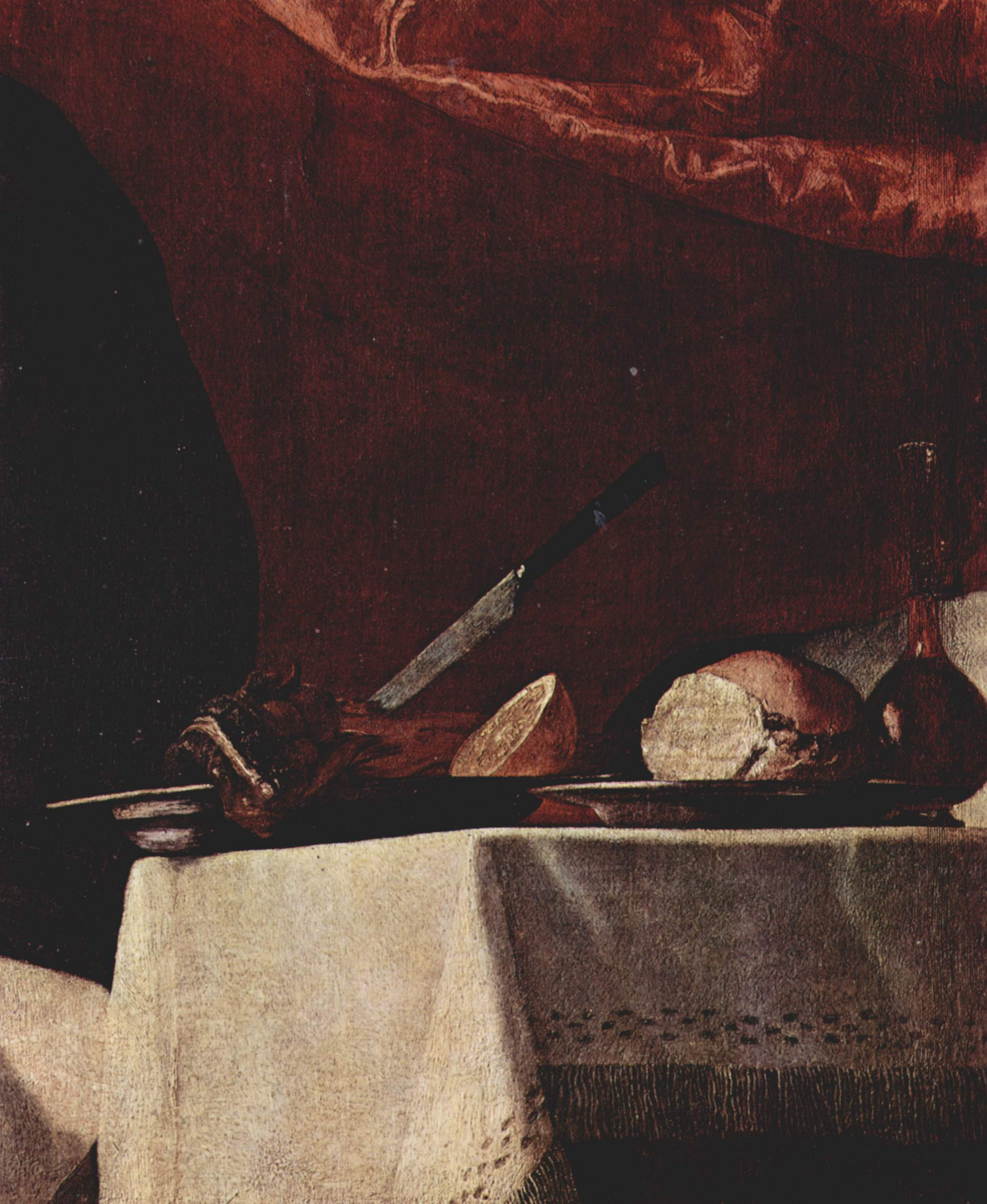
detail